# L'homme armé
L'homme armé (franska: Den väpnade mannen) är en profan fransk chanson från renässansen. Melodin var mycket flitigt använd till olika tonsättningar av mässan (mässorna kallas då Missa L'homme armé), med över fyrtio sådana kompositioner bevarade (så kallade parodimässor).
Upphovet till sången är omtvistat, liksom hur den kunde bli så populär. Några har hävdat att den väpnade mannen i texten är en anspelning på ärkeängeln Mikael, så har till exempel kompositören Johannes Regis uppfattat det. Andra har menat att L'homme armé var namnet på ett värdshus, eller att det syftar på korståget mot turkarna. Sången är särskilt förknippad med Gyllene Skinnets orden.
Sången har en framträdande plats i musikhistorien på grund av att den så ofta användes av renässanskompositörer för tonsättning av mässan med cantus firmus-teknik. Det finns två bevarade sådana av Josquin, och andra av Guillaume Dufay, Matthaeus Pipelare, Pierre de La Rue, Cristóbal de Morales, Guillaume Faugues, Johannes Regis, Johannes Ockeghem och Giovanni Pierluigi da Palestrina; sammanlagt rör det sig om cirka 40 olika sättningar på samma melodi. Från senare tid finns Peter Maxwell Davies Missa super l'homme armé (1968) och Karl Jenkins The Armed Man: A Mass for Peace (1999).

## Originalnoter och översättning
| Franska originalet | Svenska |
| --- | --- |
| L'homme, l'homme, l'homme armé, L'homme armé L'homme armé doibt on doubter, doibt on doubter. On a fait partout crier, Que chascun se viengne armer D'un haubregon de fer. | Mannen, mannen, den väpnade mannen Den väpnade mannen Den väpnade mannen ska fruktas, ska fruktas. Överallt har det utropats Att var man ska beväpna sig Med rustning av järn. |